# Rozkład jednostajny ciągły
Rozkład jednostajny (zwany też jednorodnym, równomiernym, prostokątnym albo płaskim) – ciągły rozkład prawdopodobieństwa, dla którego gęstość prawdopodobieństwa w przedziale od, a do b jest stała i różna od zera, a poza nim równa zeru. Istnieje też wersja dyskretna tego rozkładu oraz uogólnienie na dowolne nośniki.
Ponieważ rozkład jest ciągły, nie ma większego znaczenia czy punkty, a i b włączy się do przedziału czy nie. Rozkład jest określony parą parametrów, a i b, takich że b>a.
Podstawiając, a i b wyrażone jako funkcje wartości oczekiwanej i wariancji do wzoru na gęstość prawdopodobieństwa rozkładu jednostajnego powyżej, można ją też zapisać jako:
{\displaystyle p(x)={\begin{cases}0&{\text{dla }}\ x<\mu -{\sqrt {3}}\sigma \\{\frac {1}{2{\sqrt {3}}\sigma }}&{\text{dla }}\ \mu -{\sqrt {3}}\sigma \leqslant x\leqslant \mu +{\sqrt {3}}\sigma \\0&{\text{dla }}\ x>\mu +{\sqrt {3}}\sigma \end{cases}}}